# Variabele fopwesp
De variabele fopwesp (Chrysotoxum elegans) is een vliegensoort uit de familie van de zweefvliegen (Syrphidae). De wetenschappelijke naam van de soort is voor het eerst geldig gepubliceerd in 1841 door Loew.